# Европско првенство у атлетици у дворани 2011 — троскок за мушкарце
Такмичење у дисциплини троскок у мушкој конкуренцији на Европском првенству у атлетици 2011. у Паризу одржано је 4. марта (квалификације) а 6. марта (финале).
Титулу освојену у Торину 2009, бранио је Фабрицио Донато из Италије.

## Земље учеснице
Учествовала су 23 такмичара из 16.
1. Белорусија (2)
2. Бугарска (1)
3. Грчка (1)
4. Данска (2)
5. Естонија (1)
6. Израел (1)
7. Исланд  (1)
8. Италија ( (3)
9. Кипар  (1)
10. Летонија (1)
11. Молдавија (1)
12. Румунија (2)
13. Словачка  (1)
14. Француска (3)
15. Шведска (1)
16. Шпанија (1)

## Рекорди
| Рекорди пре почетка Европског првенства 2011. | Рекорди пре почетка Европског првенства 2011. | Рекорди пре почетка Европског првенства 2011. | Рекорди пре почетка Европског првенства 2011. | Рекорди пре почетка Европског првенства 2011. | Рекорди пре почетка Европског првенства 2011. |
| --------------------------------------------- | --------------------------------------------- | --------------------------------------------- | --------------------------------------------- | --------------------------------------------- | --------------------------------------------- |
| Светски рекорд                                | Теди Тамго                                    | Француска                                     | 17,91                                         | Обијер, Француска                             | 20. фебруар 2011                              |
| Европски рекорд                               | Теди Тамго                                    | Француска                                     | 17,91                                         | Обијер, Француска                             | 20. фебруар 2011                              |
| Рекорди европских првенстава                  | Фабрицио Донато                               | Италија                                       | 17,59                                         | Париз, Француска                              | 12. март 1994                                 |
| Најбољи светски резултат сезоне у дворани     | Теди Тамго                                    | Француска                                     | 17,91                                         | Обијер, Француска                             | 20. фебруар 2011                              |
| Најбољи европски резултат сезоне у дворани    | Теди Тамго                                    | Француска                                     | 17,91                                         | Обијер, Француска                             | 20. фебруар 2011                              |
| Рекорди после Европског првенства 2011.       |                                               |                                               |                                               |                                               |                                               |
| Светски рекорд                                | Теди Тамго                                    | Француска                                     | 17,92                                         | Париз, Француска                              | 5. март 2011                                  |
| Европски рекорд                               | Теди Тамго                                    | Француска                                     | 17,92                                         | Париз, Француска                              | 5. март 2011                                  |
| Рекорди европских првенстава                  | Теди Тамго                                    | Француска                                     | 17,92                                         | Париз, Француска                              | 5. март 2011                                  |
| Најбољи светски резултат сезоне у дворани     | Теди Тамго                                    | Француска                                     | 17,92                                         | Париз, Француска                              | 5. март 2011                                  |
| Најбољи европски резултат сезоне у дворани    | Теди Тамго                                    | Француска                                     | 17,92                                         | Париз, Француска                              | 5. март 2011                                  |

## Најбољи европски резултати у 2011. години
Десет најбољих европских такмичара у скоку удаљ у дворани 2011. године пре почетка првенства (4. марта 2011), имали су следећи пласман на европској и светској ранг листи. (СРЛ),
| 1  | Теди Тамго Француска         | 17,91 | 20. фебруар | 1. СРЛ  |
| 2  | Филипс Идоу Велика Британија | 17,57 | 19. јануар  | 2. СРЛ  |
| 3  | Маријан Опреа Румунија       | 17,37 | 22. фебруар | 3. СРЛ  |
| 4  | Љукман Адамс Русија          | 17,32 | 30. јануар  | 5. СРЛ  |
| 5  | Кристијан Олсон Шведска      | 17,20 | 19. фебруар | 7. СРЛ  |
| 6  | Димитриос Цијамис Грчка      | 17,06 | 20. фебруар | 9. СРЛ  |
| 7  | Алексеј Федоров Русија       | 17,05 | 23. јануар  | 10. СРЛ |
| 8  | Фабрицио Донато Италија      | 17,03 | 5. фебруар  | 11. СРЛ |
| 9  | Јоан Рапиније Француска      | 17,02 | 20. фебруар | 13. СРЛ |
| 10 | Фабрицио Скембри Италија     | 17,00 | 20. фебруар | 15. СРЛ |

Такмичари чија су имена подебљана учествују на ЕП 2011.

## Победници
|                      |                         |                        |
| Теди Тамго Француска | Фабрицио Донато Италија | Маријан Опреа Румунија |

|  | \|\| |

Светски првак у дворани Теди Тамго постигао је највреднији резултат на првенству, јер је у другом покушају поправио је свој светски рекорд за један центиметар на 17,92 м. Исти резултат постигао је и у четвртом покушају. Другопласирани Фабрицио Донато је побољшао сопствени национални рекорд.

## Сатница
| Датум   | Време |               |
| ------- | ----- | ------------- |
| 4. март | 16:15 | Квалификације |
| 6. март | 15:45 | Финале        |

## Резултати

### Квалификације
Квалификациона норма (КВ) за осам места у финалу износила је 16,95. Норму су испунила 4 такмичара, док су се друга 4 пласирали у финале према постигнутом резултату (кв).
| Плас. | Атлетичар            | Држава     | #1    | #2    | #3    | Резултат | Белешка |
| ----- | -------------------- | ---------- | ----- | ----- | ----- | -------- | ------- |
| 1     | Теди Тамго           | Француска  | 17,06 |       |       | 17,06    | КВ      |
| 2     | Јоан Рапиније        | Француска  | х     | 17,04 |       | 17,04    | КВ, ЛР  |
| 3     | Маријан Опреа        | Румунија   | 17,00 |       |       | 17,00    | КВ      |
| 4     | Фабрицио Донато      | Италија    | 15,96 | 16,99 |       | 16,99    | КВ      |
| 5     | Кристијан Олсон      | Шведска    | 16,79 | х     | 16,87 | 16,87    | кв      |
| 6     | Dzmitry Dziatsuk     | Белорусија | 16,77 | 16,87 | 16,11 | 16,87    | кв      |
| 7     | Данијеле Греко       | Италија    | 16,19 | х     | 16,75 | 16,75    | кв, ЛРС |
| 8     | Андерс Мелер         | Данска     | 15,74 | 16,67 | 16,60 | 16,67    | кв      |
| 9     | Карл Тејепјер        | Француска  | 16,49 | 16,00 | 16,62 | 16,62    |         |
| 10    | Фабрицио Скембри     | Италија    | X     | 16,47 | 16,59 | 16,59    |         |
| 11    | Јарослав Доброводски | Словачка   | х     | 16,20 | 16,55 | 16,55    | ЛР      |
| 12    | Yochai Halevi        | Израел     | 16,34 | 16,30 | 15,96 | 16,34    |         |
| 13    | Владимир Летников    | Молдавија  | 15,81 | 16,32 | х     | 16,32    |         |
| 14    | Димитриос Цијамис    | Грчка      | 16,30 | 16,13 | 15,71 | 16,30    |         |
| 15    | Момчил Караилијев    | Бугарска   | х     | 16,29 | х     | 16,29    |         |
| 16    | Висенте Донкаво      | Шпанија    | 16,28 | 15,79 | 16,13 | 16,28    |         |
| 17    | Siarhei Ivanou       | Белорусија | 15,78 | 16,06 | 16,24 | 16,24    |         |
| 18    | Елвијс Мисанс        | Летонија   | х     | 16,07 | 16,10 | 16,10    |         |
| 19    | Jaanus Uudmäe        | Естонија   | 15,54 | х     | 16,07 | 16,07    |         |
| 20    | Peder P. Nielsen     | Данска     | 15,97 | х     | х     | 15,97    |         |
| 21    | Захаријас Арнос      | Кипар      | х     | 15,76 | 15,77 | 15,77    |         |
| 22    | Алин Ангел           | Румунија   | 15,66 | х     | х     | 15,66    |         |
| 23    | Кристин Торфасон     | Исланд     | х     | 14,80 | х     | 14,80    |         |

### Финале
| Плас. | Атлетичарка      | Држава     | #1    | #2    | #3    | #4    | #5    | #6    | Резултат | Белешка |
| ----- | ---------------- | ---------- | ----- | ----- | ----- | ----- | ----- | ----- | -------- | ------- |
|       | Теди Тамго       | Француска  | 17,46 | 17,92 | 17,65 | 17,92 | х     | х     | 17,92    | СР      |
|       | Фабрицио Донато  | Италија    | х     | 17,70 | 15,50 | 17,73 | 17,49 | х     | 17,73    | НР      |
|       | Маријан Опреа    | Румунија   | 17,62 | 17,43 | х     | х     | -     | 15,41 | 17,62    | ЛРС     |
| 4     | Јоан Рапиније    | Француска  | 17,15 | 17,23 | х     | -     | х     | 16,76 | 17,23    | ЛР      |
| 5     | Кристијан Олсон  | Шведска    | 17,20 | х     | х     | х     | 16,65 | х     | 17,20    | =ЛРС    |
| 6     | Андерс Мелер     | Данска     | X     | 16,38 | 16,31 | 16,41 | х     | 16,72 | 16,72    | ЛРС     |
| 7     | Dzmitry Dziatsuk | Белорусија | 16,04 | 16,02 | 15,80 | 15,75 | 16,27 | 16,26 | 16,27    |         |
| 8     | Данијеле Греко   | Италија    | 16,04 | 16,24 | х     | х     | 16,02 | х     | 16,24    |         |